# Фрайнадемец, Иосиф
Иосиф Фрайнадемец (нем. Joseph Freinademetz, 15 апреля 1852[…], Бадия, Южный Тироль — 28 января 1908[…], Цзинин, Шаньдун) — католический святой, член миссионерской конгрегации Божьего Слова (вербисты).

## Биография
Обучался в Высшей духовной семинарии в Брессаноне, по окончании которой 25 июля 1875 года был рукоположён в священника. В 1878 году вступил в основанную Янссеном Арнольдом конгрегацию «Миссионеры Штейля», которое впоследствии было переименовано в конгрегацию «Слово Божие». 2 марта 1879 года отправился в Китай вместе со своим другом по семинарии о. Гансом Анцером, который со временем стал епископом. Поле прибытия в Гонконг стал проповедовать христианство в провинции Шаньдун. В течение последующих 30 лет занимался миссионерской деятельностью в Китае, большую часть своего пребывания в этой стране находился нелегально.
Будучи в Китае, Иосиф Фрайнадемец занимался образованием катехизаторов среди китайских католиков. Издал катехизис на китайском языке. В 1898 году из-за болезни отправился на лечение в Японию. Возвратившись в Китай во время боксёрского восстания, оставался в своём приходе, несмотря на то, что ему предлагали скрыться на территориях, которые контролировали западные войска. В 1907 году, когда епископ уехал в Европу, ему было поручено заниматься делами епархии.  
Умер от тифа. Заразился, ухаживая за больными в сиротском приюте. Его могила была разгромлена во время китайской культурной революции. 

## Сочинения
- Joseph Freinademetz, Sanctissimum Novae Legis Sacrificium, 1.ed., Verl. der kath. Mission, Yenchowfu (China) 1915, VII + 161 pp. 2.ed. Typographia Apostolica Domus Missionum ad S. Michaelem: Steyl 1948, VIII + 141 pp.
- Jakob Reuter, Die Predigten von Joseph Freinademetz vor seiner Ausreise nach China, Apud Collegium Verbi Divini: Romae 1970, 84 pp.
- Josef Freinademetz SVD, Berichte aus der China-Mission, (ordensintern als Analecta SVD 27, 1973) Apud Collegium Verbi Divini, Romae 1974, 171 pp.
- José Freinademetz, Relatos de la mision en China, Editorial Verbo Divino, Estella (Navarra) 1976, 219 pp., ISBN 84-7151-199-1.
- Joseph Freinademetz, Über den Geist der Societas Verbi Divini, (Analecta SVD 40) Romae 1977, 91 pp.
- Joseph Freinademetz, The Most Holy Sacrifice of the New Covenant, translated by Stan Plutz SVD, Tagaytay/Philippines 1980, 2. ed. 1986, 146 pp.
- Josef Freinademetz, Briefe an die Heimat, Sekretariat Josef Freinademetz: Abtei (BZ) 2009, 199 pp.

## Прославление
19 октября 1975 года Римский папа Павел VI причислил Иосифа Фрайнадемеца к лику блаженных и 5 октября 2003 года Римский папа Иоанн Павел II канонизировал Иосифа Фрайнадемеца вместе с основателем конгрегации Слова Божьего Арнольдом Янссеном.
День памяти в католической церкви — 28 января (29 января — в конгрегации вербистов).

## Источник
- Friedrich Wilhelm Bautz, «FREINADEMETZ, Joseph», Biographisch-Bibliographisches Kirchenlexikon vol. 2 (Hammonae, 1990. ISBN 3-88309-032-8), columnae 117—118
- Philip Clart: Die Religionen Chinas. Stuttgart 2009. ISBN 978-3-8252-3260-3
- Josef Rivinus: Anfänge der Missionstätigkeit der Steyler Missionare (SVD) in China unter der Berücksichtigung des politischen und sozialen Umfeldes des P. Josef Freinademetz
- Johannes Baur: P. Joseph Freinademetz SVD. Steyler Verlag 1956. ISBN B0000BG7A0
- Jakob Reuter: Josef Freinademetz: Künder des Glaubens im Fernen Osten. 1985. ISBN 3-87787-191-7